# Mitsuke
Mitsuke (見附市 Mitsuke-shi?) es una ciudad ubicada en la Prefectura de Niigata, Japón. A 1  de octubre de  2018, la ciudad tenía una población estimada de 40.644 en 14.917 hogares, y una densidad de población de 519 personas por km². El área total de la ciudad es 77,01 kilómetros cuadrados (29,7 mi²), lo que la convierte en la ciudad más pequeña de la prefectura de Niigata en términos de área. 

## Demografía
Según los datos del censo japonés, la población de Mitsuke se ha mantenido estable en los últimos 40 años. 
| Año del censo | Población |
| ------------- | --------- |
| 1970          | 41,059    |
| 1980          | 41,833    |
| 1990          | 43,116    |
| 2000          | 43,526    |
| 2010          | 41,862    |